# Last Desire
Last Desire je druhé album od italské heavy metalové kapely Mastercastle.

## Seznam skladeb
1. "Event Horizon" – 04:08
2. "Misr" – 04:55
3. "RaWild Spell" – 05:01
4. "Last Desire" – 03:59
5. "Away" – 04:07
6. "Space Trip" – 04:53
7. "Jade Star" – 04:40
8. "Great Heaven's Climg" – 05:24
9. "Cat-house" – 04:54
10. "Toxie Radd" – 04:49
11. "La Serenissima" – 03:15
12. "Scarlett" – 04:31

## Sestava
- Giorgia Gueglio – zpěv
- Pier Gonella – kytara
- Steve Vawamas – basová kytara
- Alessandro Bissa – bicí